# 半塔镇
半塔镇，是中华人民共和国安徽省滁州市来安县下辖的一个乡镇级行政单位。

## 行政区划
半塔镇下辖以下地区：
奇辉社区、康宁社区、红旗村、龙湖村、半塔村、黄郢村、丁城村、马厂村、小山村、宝塔村、马头村、罗庄村、何郢村、大余郢村、邢港村、松郢村、北涧村、大刘郢村、鱼塘村、兴隆村、高山村、白云村、王集村和半塔林场。